# 卡勒河
51°10′0.2″N 8°54′19.0″E / 51.166722°N 8.905278°E

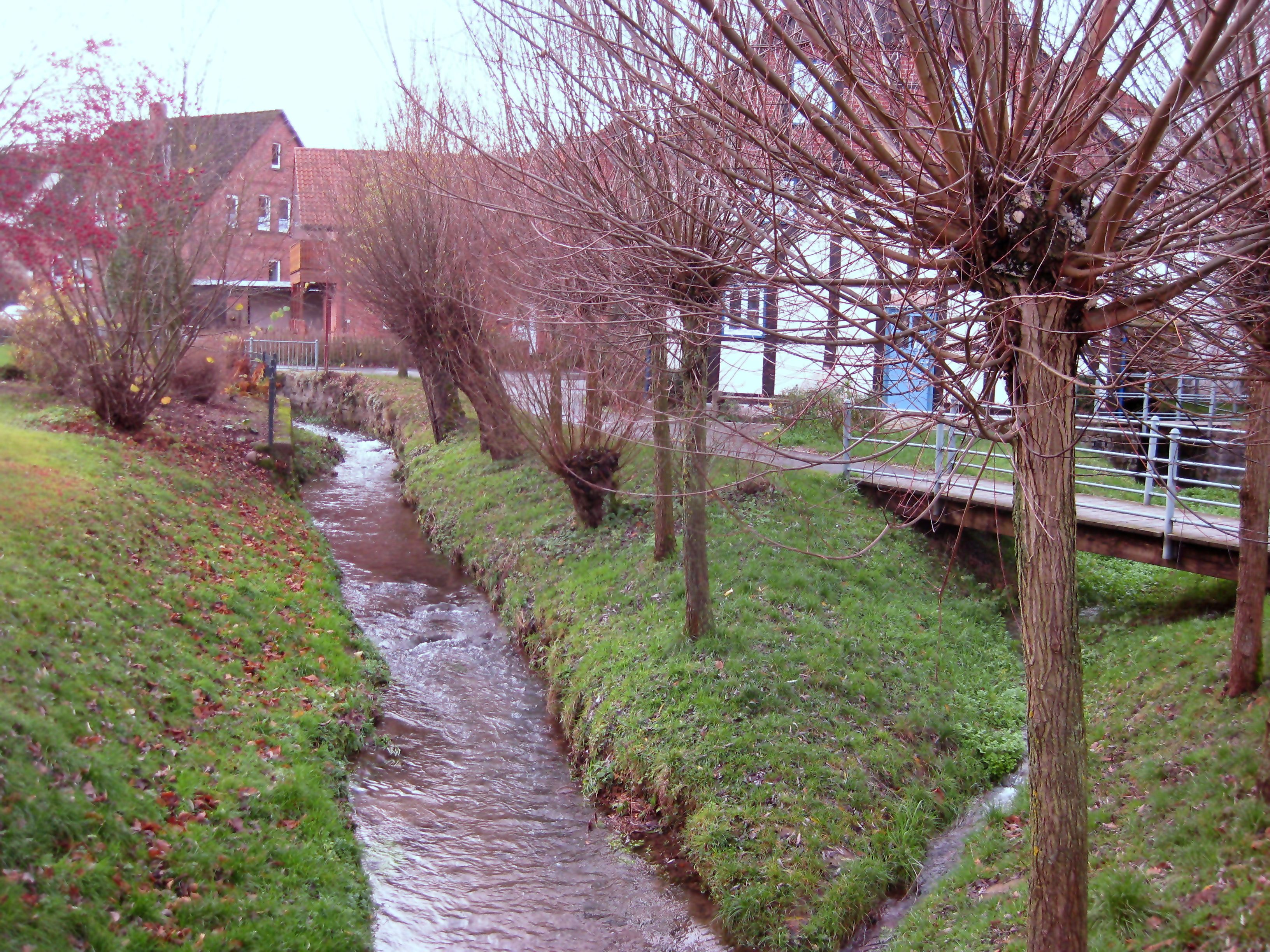

卡勒河（德語：Kalle），是德國的河流，位於該國西部，處於北萊茵-威斯特法倫州，屬於威悉河的左支流，河道全長19.6公里，流域面積82.7平方公里，河口處在卡勒塔爾。